# Haining Open
L'Haining Open è un torneo di snooker che si disputa dal 2014 ad Haining in Cina.

## Storia
Nei suoi primi due anni di storia, l'Haining Open è stato un torneo Minor-Ranking.
Dal 2016 invece è diventato un torneo Non-Ranking.
Il record di vittorie lo detiene Mark Selby che ha vinto le edizioni del 2017 e del 2018, mentre il giocatore di casa Li Hang possiede il record di sconfitte senza vittorie. L'asiatico ha infatti perso le edizioni del 2016, del 2018 e del 2019.

## Albo d'oro[1]
| Anno | Vincitore          | Finalista    | Risultato | Stagione  | Minor-Ranking |
| ---- | ------------------ | ------------ | --------- | --------- | ------------- |
| 2014 | Stuart Bingham     | Oliver Lines | 4 - 0     | 2014-2015 | Minor-Ranking |
| 2015 | Ding Junhui        | Ricky Walden | 4 - 3     | 2015-2016 | Minor-Ranking |
| 2016 | Matthew Selt       | Li Hang      | 5 - 3     | 2016-2017 | Non-Ranking   |
| 2017 | Mark Selby         | Tom Ford     | 5 - 1     | 2017-2018 | Non-Ranking   |
| 2018 | Mark Selby         | Li Hang      | 5 - 4     | 2018-2019 | Non-Ranking   |
| 2019 | Thepchaiya Un-Nooh | Li Hang      | 5 - 3     | 2019-2020 | Non-Ranking   |

## Finalisti
| N° | Giocatore          | Vittorie | Finali perse | Totale |
| -- | ------------------ | -------- | ------------ | ------ |
| 1  | Li Hang            | 0        | 3            | 3      |
| 2  | Mark Selby         | 2        | 0            | 2      |
| 3  | Stuart Bingham     | 1        | 0            | 1      |
| 4  | Ding Junhui        | 1        | 0            | 1      |
| 5  | Matthew Selt       | 1        | 0            | 1      |
| 6  | Thepchaiya Un-Nooh | 1        | 0            | 1      |
| 7  | Oliver Lines       | 0        | 1            | 1      |
| 8  | Ricky Walden       | 0        | 1            | 1      |
| 9  | Tom Ford           | 0        | 1            | 1      |

## Finalisti per nazione
| N° | Nazione     | Vittorie | Finali perse | Totale |
| -- | ----------- | -------- | ------------ | ------ |
| 1  | Inghilterra | 4        | 3            | 7      |
| 2  | Cina        | 1        | 3            | 4      |
| 3  | Thailandia  | 1        | 0            | 1      |